# Väne-Åsaka församling
Väne-Åsaka församling var en församling i Skara stift och i Trollhättans kommun. Församlingen uppgick 2002 i Åsaka-Björke församling.

## Administrativ historik
Församlingen har medeltida ursprung. Namnet var före den 1 januari 1886 (ändring enligt beslut den 17 april 1885) Åsaka församling.
Församlingen var till 2002 annexförsamling i pastoratet (Västra) Tunhem, Gärdhem, (Väne-)Åsaka och (Norra) Björke som från 1962 även omfattade Vänersnäs församling. Församlingen uppgick 2002 i Åsaka-Björke församling.

## Kyrkobyggnader
- Väne-Åsaka kyrka

### Fotnoter
1. ↑  Nationell Arkivdatabas Referenskod: SE/158103000, läst: 30 augusti 2018.[källa från Wikidata]
2. ↑  SCB folkräkningen 1890 andra delen Arkiverad 24 september 2015 hämtat från the Wayback Machine. sida 79 anm. till Älvsborgs län not 1
3. ↑  ”Förteckning (Sveriges församlingar genom tiderna)”. Skatteverket. 1989. http://www.skatteverket.se/privat/folkbokforing/omfolkbokforing/folkbokforingigaridag/sverigesforsamlingargenomtiderna/forteckning.4.18e1b10334ebe8bc80003999.html. Läst 17 december 2013.
4. ↑  ”Församlingar”. Statistiska centralbyrån. https://www.scb.se/hitta-statistik/regional-statistik-och-kartor/regionala-indelningar/forsamlingar/. Läst 30 december 2022.